# Nerezine
Nerezine är en ort i Kroatien.   Den ligger i länet Gorski kotar, i den sydvästra delen av landet, 180 km sydväst om huvudstaden Zagreb. Nerezine ligger 28 meter över havet och antalet invånare är 400.
Terrängen runt Nerezine är platt åt sydost, men åt nordväst är den kuperad. Havet är nära Nerezine åt sydväst. Runt Nerezine är det glesbefolkat, med 11 invånare per kvadratkilometer. Närmaste större samhälle är Mali Lošinj, 15,3 km söder om Nerezine. I omgivningarna runt Nerezine växer i huvudsak blandskog.